# Parafia św. Jacka w Katowicach
Parafia św. Jacka – rzymskokatolicka parafia znajdująca się w Katowicach, w dzielnicy Ochojec. Parafia należy do archidiecezji katowickiej i dekanatu Katowice Panewniki.
Liczy 4780 wiernych.

## Ludność
Do połowy XVII w. nazwą Ochojec oznaczano obszar leśny, niezamieszkany, leżący na północ od Piotrowic. Na początku XIX wieku Ochojec zamieszkany był zaledwie przez 100 osób. Taki stan rzeczy utrzymywał się praktycznie przez cały wiek XIX. Około 1900 roku Ochojec zamieszkiwało niespełna 200 ludzi, głównie rodzin robotniczych zatrudnionych w służbie leśnej. Dopiero po zakończeniu I wojny światowej rozpoczął się intensywny rozwój Ochojca. W 1914 roku mieszkało tu już około 500 osób, po roku 1924 ich liczba przekroczyła 1400, a w 1938 roku liczba mieszkańców wynosiła 5102. Z biegiem lat liczba rolników stawała się coraz mniejsza, a zaczęły dominować osoby zatrudnione poza rolnictwem; w dwudziestoleciu międzywojennym przybyło na przykład wielu kolejarzy.

## Powstanie parafii św. Jacka w Ochojcu
Od początku swego istnienia Ochojec jako część składowa Piotrowic, należał do oddalonej o 10 km parafii św. Wojciecha w Mikołowie. Taki ustalony od wieków stan został przerwany w 1902 roku, gdy do Panewnik przybyli ojcowie franciszkanie. Powstał klasztor, a franciszkanie zaczęli prowadzić duszpasterstwo, jednakże byli całkowicie uzależnieni w tym względzie od proboszcza mikołowskiego; nawet kolęda musiała być przesyłana proboszczowi w Mikołowie. Dopiero 1 stycznia 1914 roku z oddzielonych od Mikołowa Panewnik, Ligoty, Piotrowic, Ochojca i Kostuchny utworzono samodzielną jednostkę duszpasterską z kościołem klasztornym pw. św. Ludwika. Ówczesnym mieszkańcom Ochojca i Piotrowic droga do kościoła w Panewnikach wydawała się wciąż za długa (około 3 kilometry), więc postanowili wybudować własny kościół. W 1930 roku w Ochojcu powstał tymczasowy kościół – barak pod wezwaniem Najśw. Serca Pana Jezusa w Piotrowicach, którego poświęcenie nastąpiło 26 października 1930 roku. Następnie Piotrowice wraz z Ochojcem wydzielono z parafii panewnickiej, tworząc samodzielną parafię piotrowicką. W nowej sytuacji Ochojec pozostał tylko do 1936 roku.
Do 1935 roku zagęszczenie ludności w Ochojcu stało się tak wielkie, że dorównywało samym Piotrowicom: w 1928 roku znajdowało się tam 125 domów z 1400 mieszkańcami, natomiast w 1935 – 420 domów z 3933 mieszkańcami, a w 1938 było już 560 domów z 5102 mieszkańcami. Odległość Ochojca od Piotrowic, gdzie znajdował się kościół parafialny, była również znaczna, dlatego ciągle wzrastała liczba wiernych domagających się własnego kościoła. Wiosną 1936 roku mieszkańcy Ochojca 1936 roku powołali Komitet Budowy Kościoła.

## Budowa kościoła
15 kwietnia 1936 roku bp katowicki Stanisław Adamski wyraził zgodę na podział parafii piotrowickiej, ustanowił nową samodzielną placówkę duszpasterską w Ochojcu, której kuratusem mianował ks. Jana Mateję. Na tymczasową kaplicę zakupiono halę maszyn. Po zaadaptowaniu budynku, jego poświęcenia dokonał ks. infułat Wilhelm Kasperlik 2 sierpnia 1936 roku. Ks. Jan Mateja zaczął gromadzić środki na budowę Kościoła. Ofiarodawcami byli: Parafia św. Marii Magdaleny w Chorzowie Starym, Zakłady Hohenlohego w Wełnowcu, Fundusz Wojewódzki. Wśród parafian Wiktor Skrzydło złożył dużą ofiarę na rzecz budowy. W 1937 roku zakupiono grunt pod budowę nowego kościoła. Architektami byli: Henryk Cambioca i Emanuel Witta. Roboty budowlane prowadziła firma Dębiński Leopold z Katowic.
Wybuch II wojny światowej spowodował przerwanie budowy kościoła. Niedokończony obiekt, przystosowano tylko do odprawiania nabożeństw. Ze starego kościółka-baraku przeniesiono ołtarz św. Jacka oraz boczne ołtarze: Najświętszego Serca Pana Jezusa i Najświętszej Maryi Panny. Uroczyste poświęcenia nowego kościoła odbyło się 20 czerwca 1940 roku. Dopiero po wojnie można było rozpocząć dalsze prace przy urządzaniu wnętrza kościoła. Jednak wskutek trudnego dostępu surowców i zubożenia ludności odbywało się to bardzo powoli. Wyłożono posadzkę, ustawiono ambonę i ławki, wstawiono witraże, ogrodzono teren kościelny. 15 marca 1958 roku biskup katowicki Stanisław Adamski, podniósł kurację w Ochojcu do rangi parafii.
Dopiero 7 grudnia 1970 roku parafia uzyskała zgodę na dokończenie budowy. W latach 1972–1975 kościół adaptowano i rozbudowano według projektu inż. Mieczysława Króla, konstruktorem był inż. Franciszek Klimek, wystrój plastyczny zaprojektował Egon Kwiatkowski, natomiast witraże  – Lidia Kwiatkowska. Poświęcenia rozbudowanego kościoła dokonał biskup katowicki Herbert Bednorz 15 czerwca 1975 roku.
Parafia posiada ponadto dwie kaplice szpitalne w Centralnym Szpitalu Górniczym w Ochojcu: Matki Boskiej Piekarskiej i Miłosierdzia Bożego.

## Proboszczowie
- ks. Jan Mateja kuratus 1936–1958; proboszcz 1958–1971
- ks. Henryk Zganiacz adiutor 1969–1971; proboszcz 1971–1973
- ks. Alojzy Binda 1973–1999
- ks. Józef Panek administrator 1999–2000; proboszcz od 2000 do 2017
- ks. Eugeniusz Krasoń od 2017 do 2021
- ks. Kazimierz Sobol od 2021-2021
- ks. Dariusz Antoniewicz administrator 2021–2022; proboszcz od 2022